# シノメガケロス属
シノメガケロス属（シノメガケロスぞく、Sinomegaceros）は、東アジアの前期更新世から後期更新世にかけて知られている絶滅したシカ科の属であり、独特の掌状の角の眉枝が特徴的である。最もよく知られている種は、日本列島の中期（チバニアン）-後期更新世に産するヤベオオツノジカと、前期更新世後期 - 後期更新世の中国から報告されているハレボネオオツノシカである。

## 分類

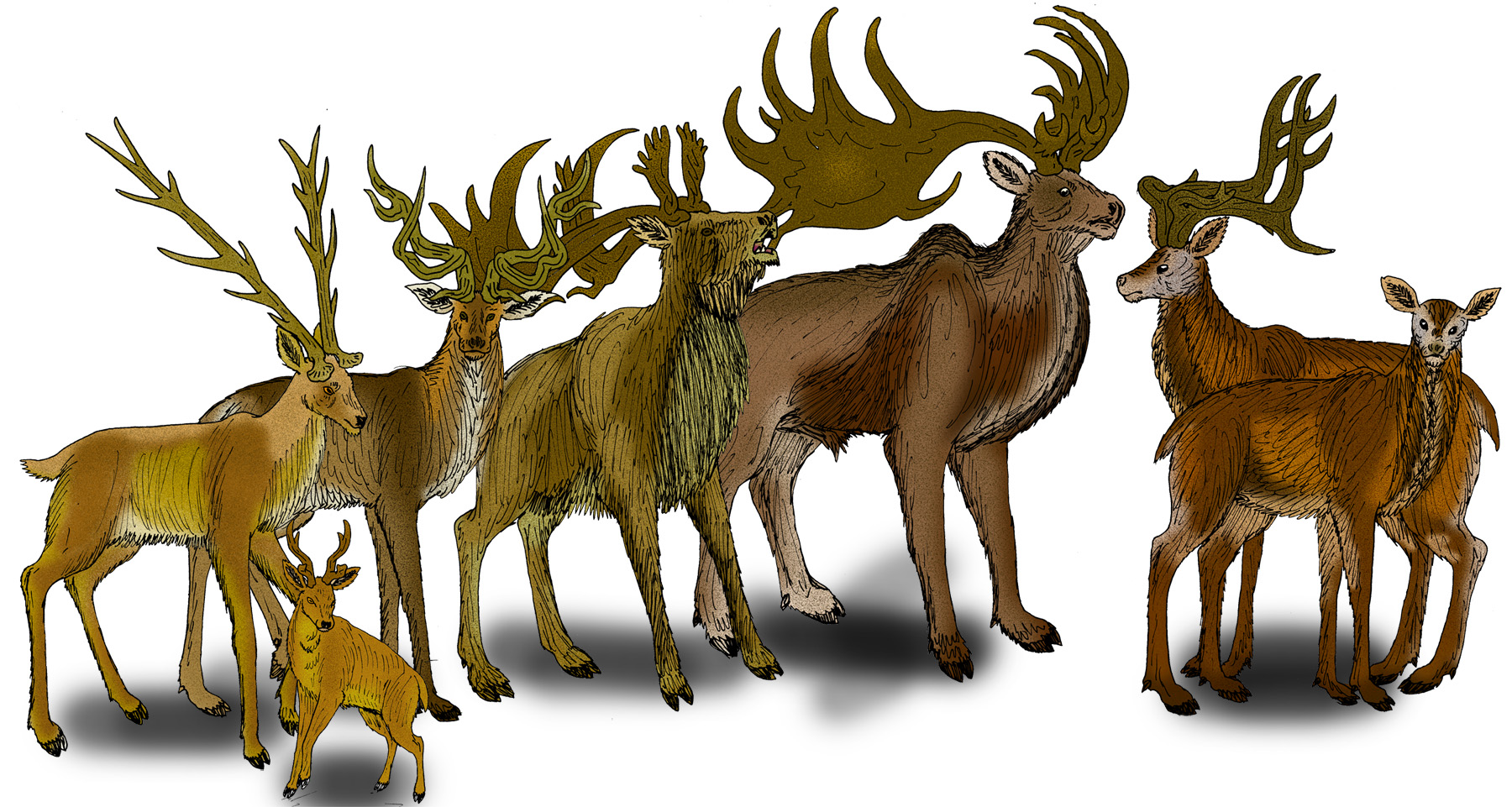
オオツノジカ族（Megacerini）の例。シノメガケロス属とメガロケロス属とプラエメガケロス属の種が描かれている。

メガロケロス属、（Allocaenelaphus、Nesoleipoceros、Psekupsoceros を含む）プラエメガケロス属、ネオメガロケロス属（Neomegaloceros）、Megaceroides、Arvernoceros、Candiacervus、Orchonoceros などと共に「オオツノジカ族（Megacerini）」を構成する。
中国の古生物学者の楊鍾健によって1932年に周口店産の化石資料からオルドスオオツノシカとハレボネオオツノシカが報告され、当時はシカ属として命名された。 翌年の論文のレビューで、ヴィルヘルム・オットー・ディートリッヒはシカ属の亜属として「シノメガケロス属」という属名を作成し、タイプ種としてハレボネオオツノシカを使用した。この名前は正式な研究論文に掲載されていなかったため、公開後数十年間は広く使用されていなかった。ヤベオオツノジカは1938年に鹿間時夫によって命名された。その後の数十年にわたり、さまざまな研究者が本属をメガロケロス属の亜属または別個の属と見なした。なお、命名されている種のいくつかは既存のより大型の種の幼体のシノニムである可能性がある。
ギガンテウスオオツノジカが属するメガロケロス属とは分類的に混同されてきた歴史があり、Megaloceros luochuanensis や Megaloceros sangganhoensis をシノメガケロス属と見なす資料も存在する。2023年に発表されたミトコンドリアDNAを解析した結果、メガロケロス属やダマジカ属との関連性は以下の様になると考えられている。

|  | 中国・ロシア産のオルドスオオツノシカ（Sinomegaceros ordosianus） |
|  | |
|  | \| \| 中国産のハレボネオオツノシカ（Sinomegaceros pachyosteus） \| \| \| \| \| \| ヨーロッパ・ロシア産のギガンテウスオオツノジカ（Megaloceros giganteus） \| \| \| \| |
|  | |
|  | 中国産のハレボネオオツノシカ（Sinomegaceros pachyosteus） |
|  | |
|  | ヨーロッパ・ロシア産のギガンテウスオオツノジカ（Megaloceros giganteus）                                                                                               |
|  | |

|  | 中国産のハレボネオオツノシカ（Sinomegaceros pachyosteus）               |
|  |                                                                         |
|  | ヨーロッパ・ロシア産のギガンテウスオオツノジカ（Megaloceros giganteus） |
|  |                                                                         |

|  | 中国・ロシア産のオルドスオオツノシカ（Sinomegaceros ordosianus） |
|  | |
|  | \| \| 中国産のハレボネオオツノシカ（Sinomegaceros pachyosteus） \| \| \| \| \| \| ヨーロッパ・ロシア産のギガンテウスオオツノジカ（Megaloceros giganteus） \| \| \| \| |
|  | |
|  | 中国産のハレボネオオツノシカ（Sinomegaceros pachyosteus） |
|  | |
|  | ヨーロッパ・ロシア産のギガンテウスオオツノジカ（Megaloceros giganteus）                                                                                               |
|  | |

|  | 中国産のハレボネオオツノシカ（Sinomegaceros pachyosteus）               |
|  |                                                                         |
|  | ヨーロッパ・ロシア産のギガンテウスオオツノジカ（Megaloceros giganteus） |
|  |                                                                         |

|  | 中国・ロシア産のオルドスオオツノシカ（Sinomegaceros ordosianus） |
|  | |
|  | \| \| 中国産のハレボネオオツノシカ（Sinomegaceros pachyosteus） \| \| \| \| \| \| ヨーロッパ・ロシア産のギガンテウスオオツノジカ（Megaloceros giganteus） \| \| \| \| |
|  | |
|  | 中国産のハレボネオオツノシカ（Sinomegaceros pachyosteus） |
|  | |
|  | ヨーロッパ・ロシア産のギガンテウスオオツノジカ（Megaloceros giganteus）                                                                                               |
|  | |

|  | 中国産のハレボネオオツノシカ（Sinomegaceros pachyosteus）               |
|  |                                                                         |
|  | ヨーロッパ・ロシア産のギガンテウスオオツノジカ（Megaloceros giganteus） |
|  |                                                                         |

|  | 中国・ロシア産のオルドスオオツノシカ（Sinomegaceros ordosianus） |
|  | |
|  | \| \| 中国産のハレボネオオツノシカ（Sinomegaceros pachyosteus） \| \| \| \| \| \| ヨーロッパ・ロシア産のギガンテウスオオツノジカ（Megaloceros giganteus） \| \| \| \| |
|  | |
|  | 中国産のハレボネオオツノシカ（Sinomegaceros pachyosteus） |
|  | |
|  | ヨーロッパ・ロシア産のギガンテウスオオツノジカ（Megaloceros giganteus）                                                                                               |
|  | |

|  | 中国産のハレボネオオツノシカ（Sinomegaceros pachyosteus）               |
|  |                                                                         |
|  | ヨーロッパ・ロシア産のギガンテウスオオツノジカ（Megaloceros giganteus） |
|  |                                                                         |

## 種
- S. ordosianus C.C. Young, 1932　オルドスオオツノシカ[12][13]
- S. pachyosteus Young, 1932　ハレボネオオツノシカ[12][13]
- S. flabellatus Teilhard de Chardin, 1936　フラベラトゥスオオツノシカ[13][14]
- S. yabei Shikama, 1938　ヤベオオツノジカ[13]
- S. konwanlinensis Chow, Hu and Lee, 1965[13]
- S. tadzhikistanis Vislobokova, 1988[13]

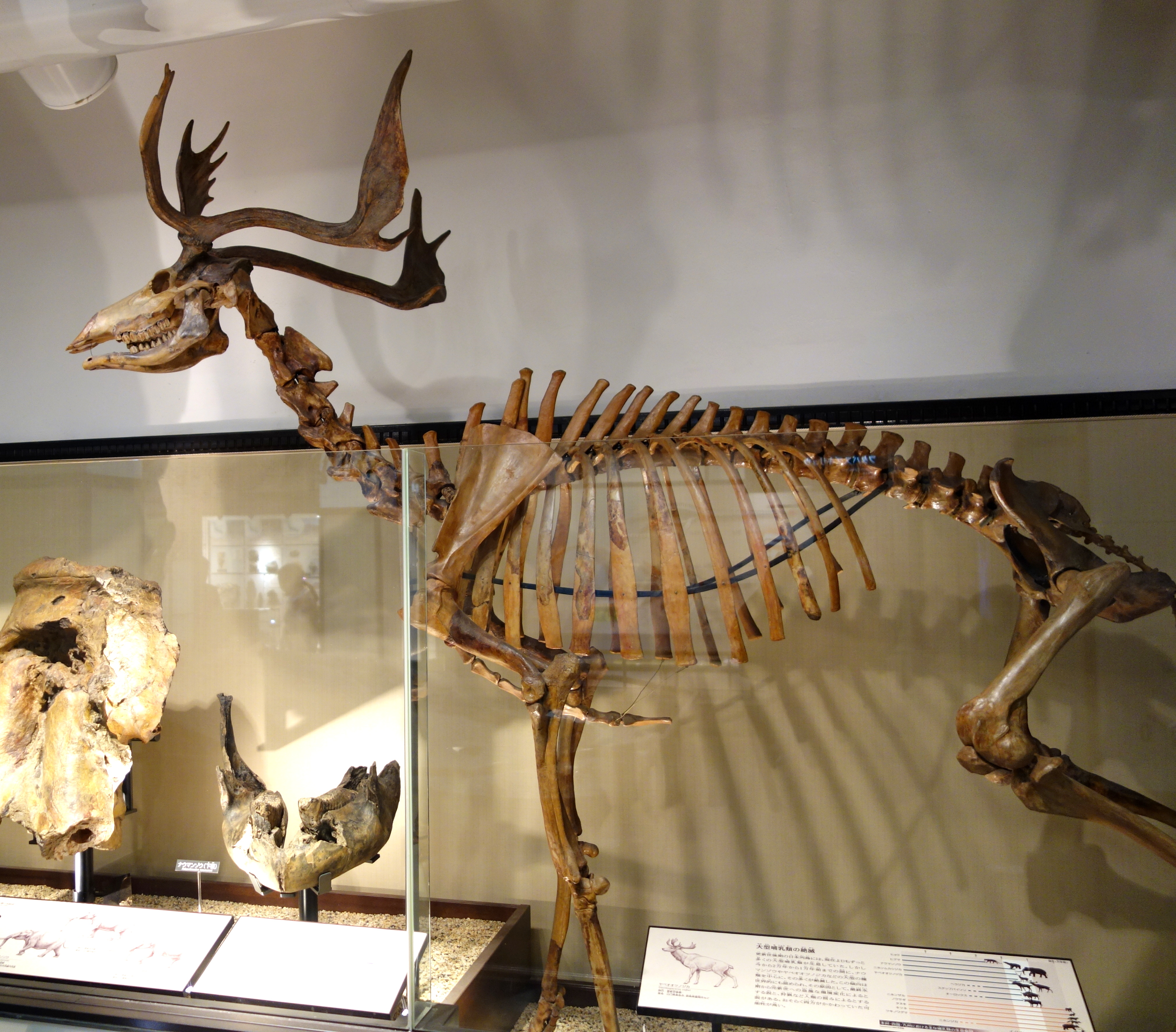
ヤベオオツノジカ
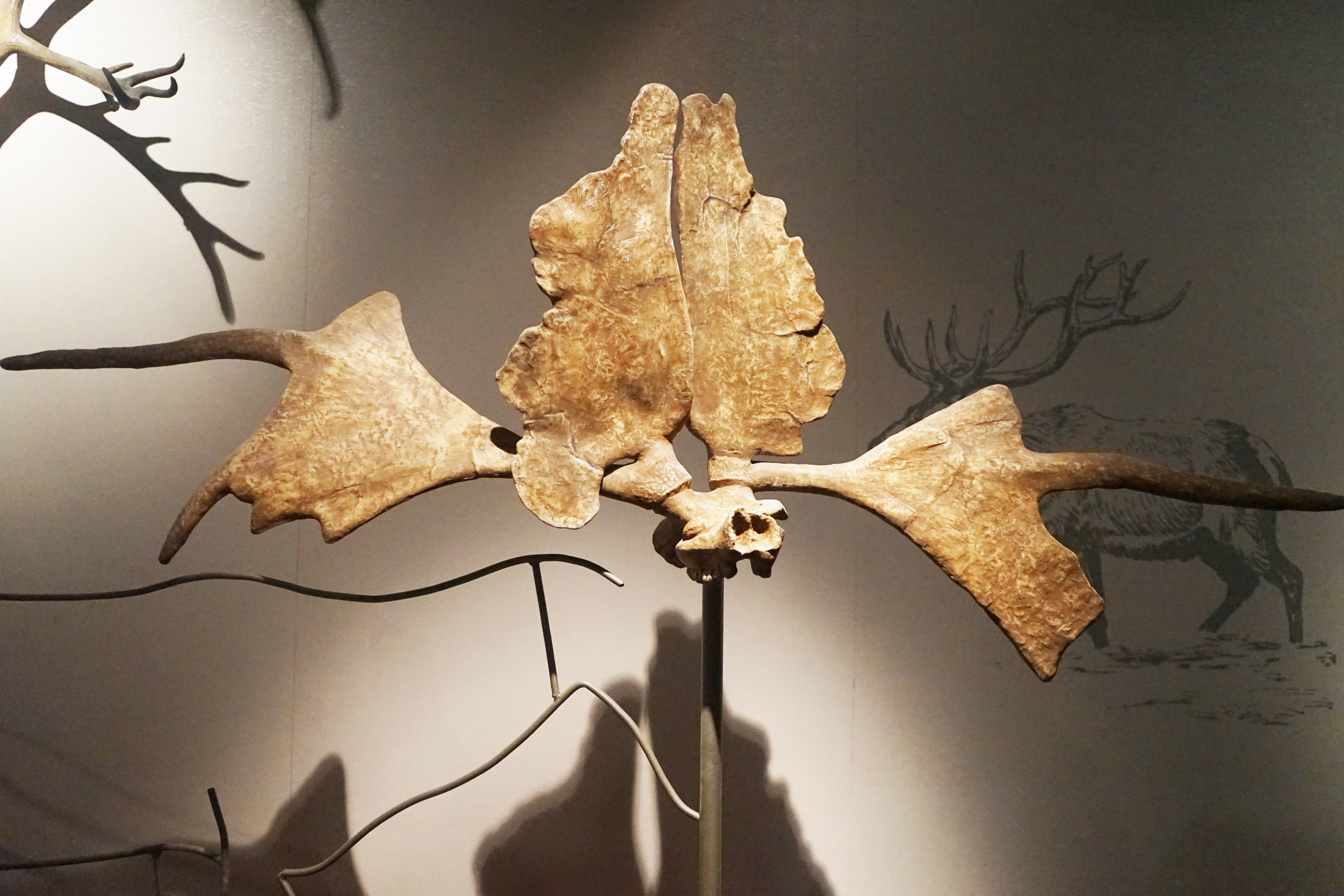
ハレボネオオツノシカ
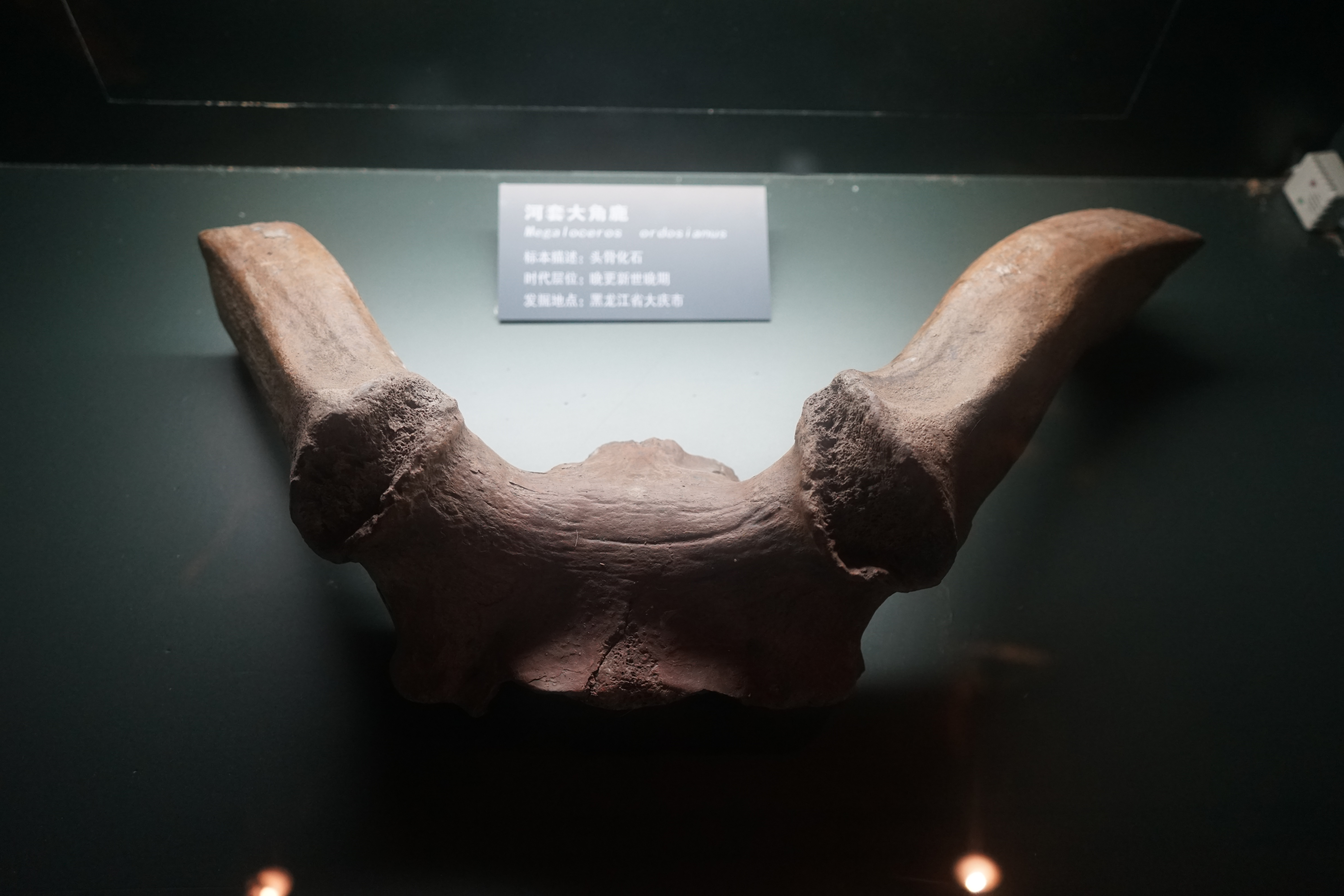
オルドスオオツノシカ

## 進化
中国で最も古くから知られている種は、約110〜115万年前の麗水層下部から発見された S. konwanlinensis である。ハレボネオオツノシカは約100万年前に出現する。オルドスオオツノシカの最も若い既知の年代の中には、Ordosにおいて約3.5-5万年前がある。ヤベオオツノジカは日本列島の中期更新世の後半に最初に出現する。ハレボネオオツノシカとヤベオオツノジカの両種は S. konwanlinensis から進化したことが示唆される。ヤベオオツノジカの最新の信頼できる年代は、現在より約40,000年前である。